# Ansonia guibei
Ansonia guibei é uma espécie de anfíbio da família Bufonidae.

## Distribuição
Esta espécie é endêmica do norte da ilha de Bornéu, no estado malaio de Sabá, sendo encontrada em alturas que variam entre 1300 e 2000m de altura.